# Jordan Lukaku
Jordan Zacharie Lukaku Menama Mokelenge (* 25. července 1994, Antverpy, Belgie) je belgický fotbalový obránce a reprezentant konžského původu, který v současnosti hraje za klub Lazio Řím. Hraje na pozici levého beka.
Jeho otec Roger Lukaku reprezentoval ve fotbale Zair, starší bratr Romelu prošel stejně jako Jordan mládežnickou akademií Anderlechtu Brusel. Jeho bratrancem je fotbalista Boli Bolingoli-Mbombo.

## Klubová kariéra
- KFC Wintam (mládež)
- K. Boom FC (mládež)
- Lierse SK (mládež)
- RSC Anderlecht (mládež)
- RSC Anderlecht 2011–2013
- KV Oostende 2013–2016
- Lazio Řím 2016–

## Reprezentační kariéra
Jordan Lukaku byl členem belgických mládežnických reprezentací U15, U16, U18, U19 a U21.
V A-mužstvu Belgie debutoval 10. 10. 2015 v kvalifikačním zápase ve městě Andorra la Vella proti domácímu týmu Andorry (výhra 4:1).
Trenér Marc Wilmots jej nominoval na EURO 2016 ve Francii, kde byli Belgičané vyřazeni ve čtvrtfinále Walesem po porážce 1:3. Plnil roli náhradníka, nastoupil pouze ve čtvrtfinále s Walesem, neboť belgickému národnímu týmu se kvůli zranění či vykartování hráčů rozpadla obranná formace.